# Indigastrum
Indigastrum es un género de plantas con flores con diez especies perteneciente a la familia Fabaceae.
Algunos autores lo incluyen cono sinonimia del género Indigofera.

## Especies
- Indigastrum argyraeum
- Indigastrum argyroides
- Indigastrum burkeanum
- Indigastrum candidissimum
- Indigastrum costatum
- Indigastrum deflexum
- Indigastrum fastigiatum
- Indigastrum guerranum
- Indigastrum macrostachyum
- Indigastrum parviflorum